# Minareti del Monte del Tempio

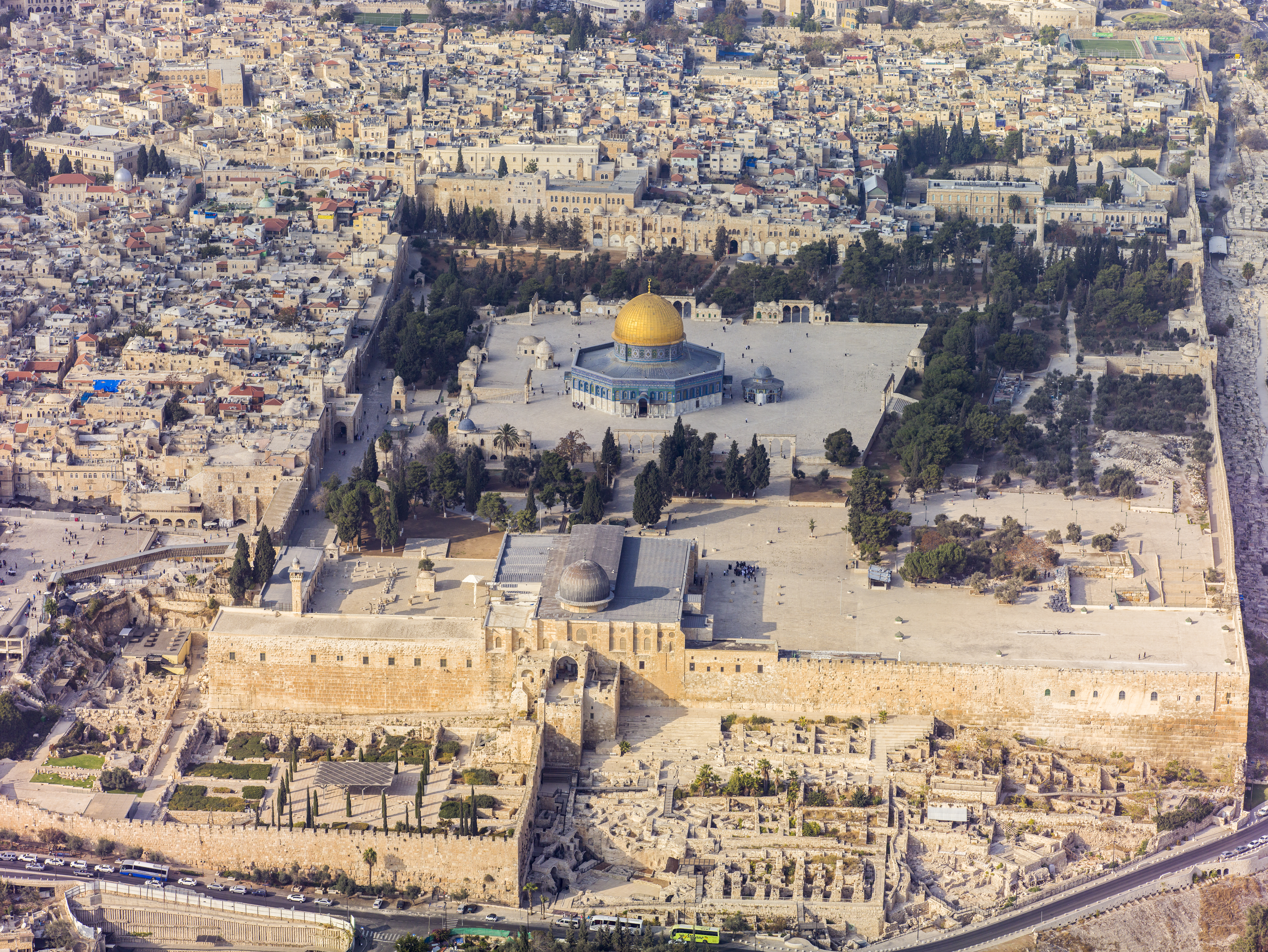
Vista aerea della spianata.

Il Monte del Tempio possiede quattro minareti, situati sui lati sud, nord e ovest.

## Minareto al-Fakhariyya

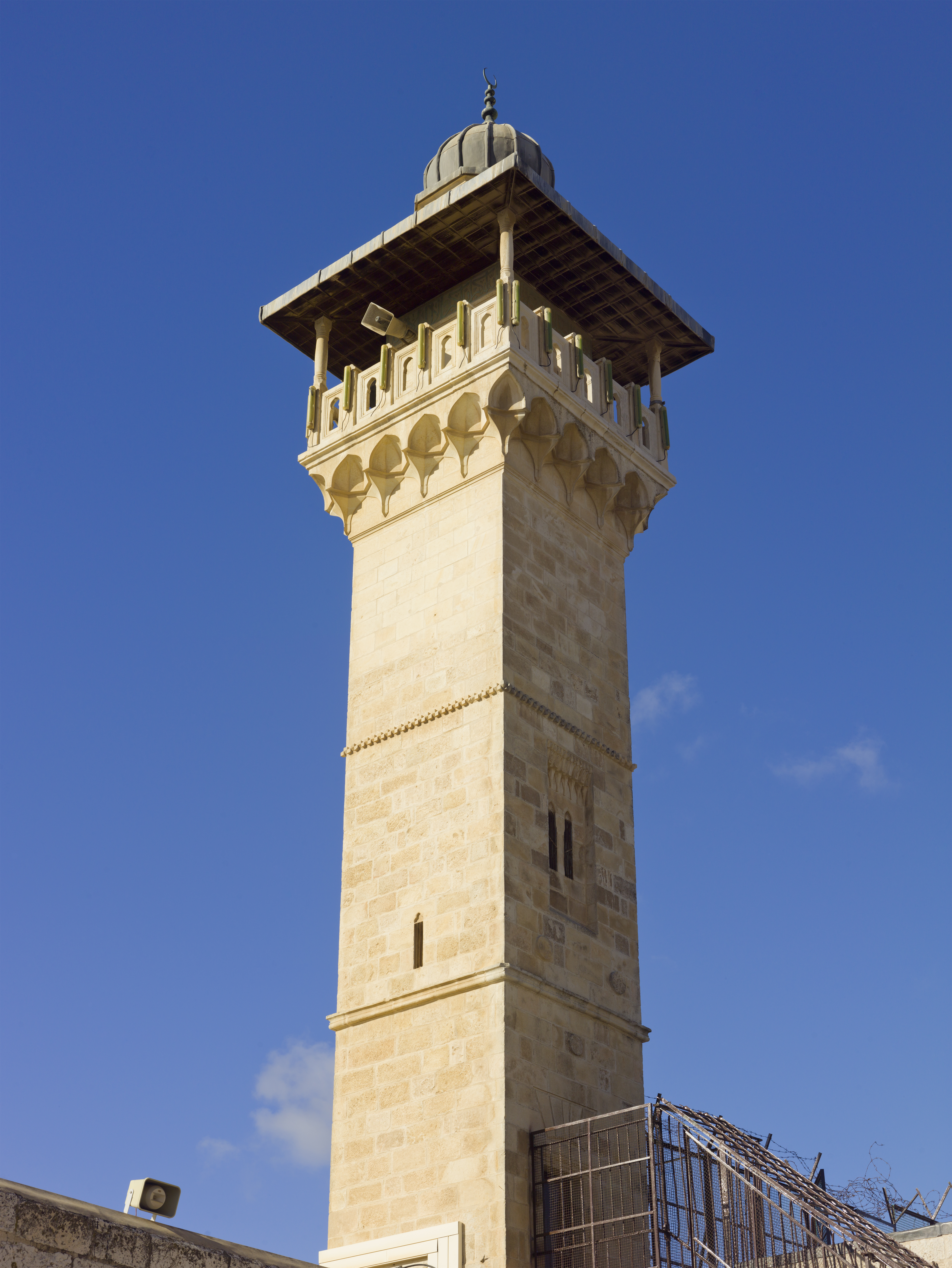
Il minareto al-Fakhariyya.

Il primo minareto, conosciuto come al-Fakhariyya, fu costruito nel 1278 nell'angolo sud-occidentale della spianata, per ordine del sultano mamelucco Lajin. Prende il nome da Fakhr al-Din al-Khalili, padre di Sharif al-Din Abd al-Rahman, il quale ne supervisionò la costruzione. L'edificio è nel tradizionale stile siriano, a base quadrata, diviso in tre piani sopra i quali due linee di muqarnas decorano il balcone del muezzin. La nicchia è circondata da una camera quadrata che termina in una cupola di pietra ricoperta di piombo. Fu restrutturato nel 1922.

## Minareto Ghawanima

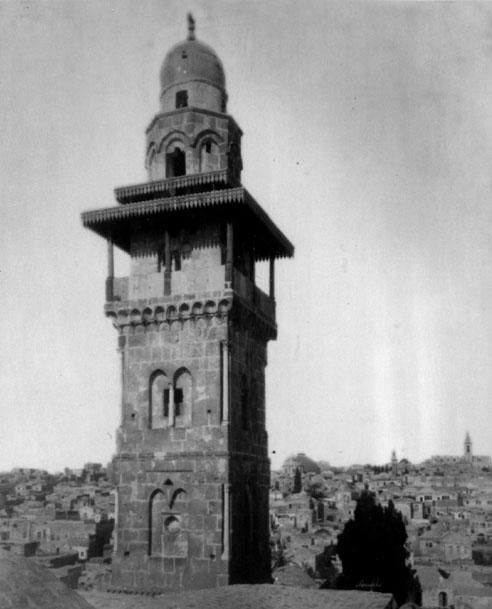
Il minareto Ghawanima nel 1900.

Il secondo, noto come Ghawanima, fu costruito nell'angolo nord-occidentale nel 1297-99 - sopra la porta omonima - dall'architetto Qadi Sharaf al-Din al-Khalili, anch'esso per ordine del sultano Lajin. Con i suoi sei piani, è il più alto dei quattro. La torre è quasi interamente in pietra, fatta eccezione per la tettoia in legno sopra il balcone muezzin. La base del minareto è scavata all'interno dello strato superficiale di roccia situato nella parte nord-occidentale della spianata. È decorato con diversi livelli di modanature in pietra e muqarnas. La camera del muezzin è sormontata da un tamburo cilindrico e dalla cupola. La scala è situata esternamente nei primi due piani, ma si sviluppa internamento dal terzo piano fino al balcone del muezzin. Fu restaurato nel 1329 e nel 1929.

## Minareto Bab al-Silsila

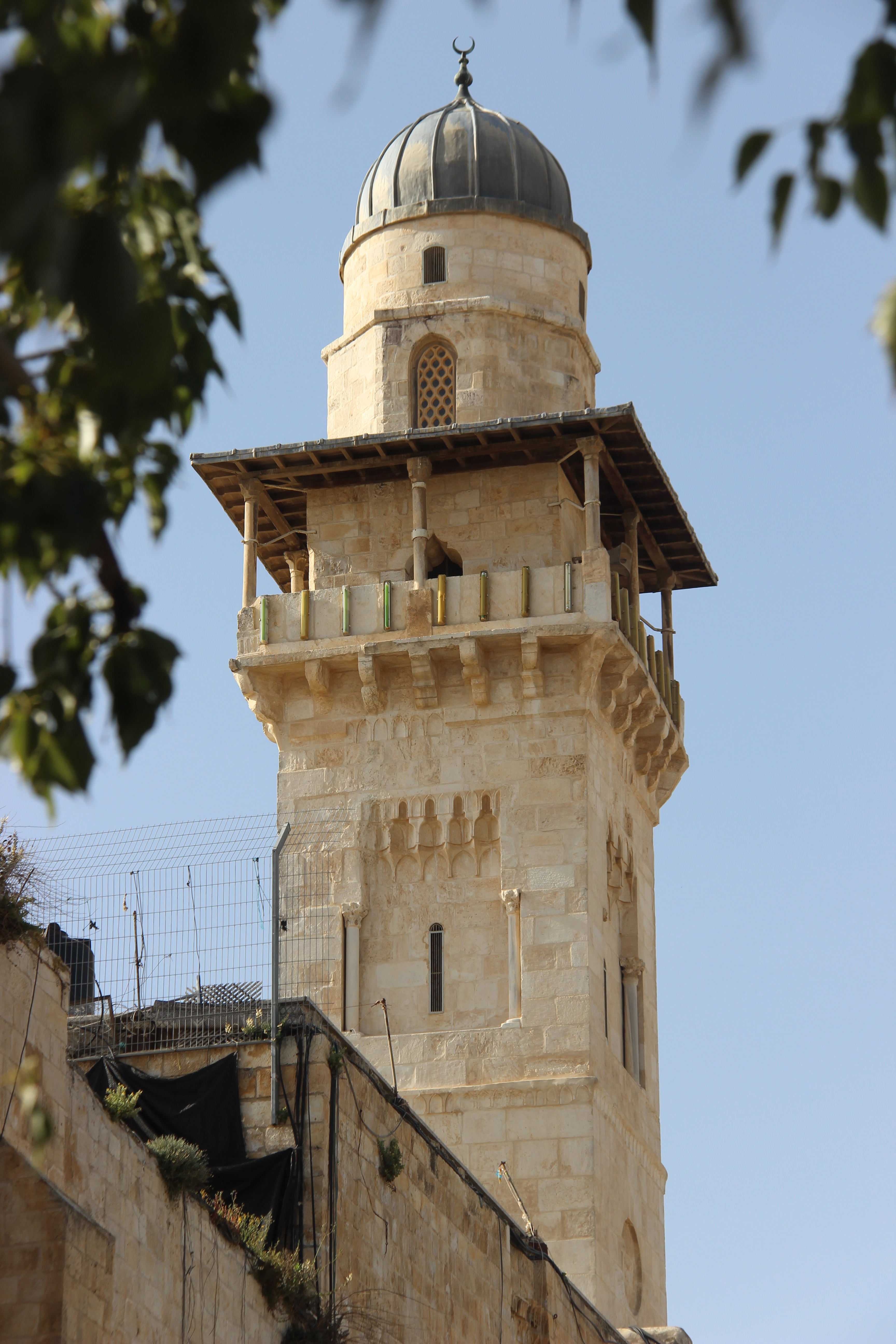
Il minareto Bab al-Silsila.

Nel 1329, Tankiz - il governatore mamelucco della Siria - ordinò la costruzione di un terzo minareto chiamato Bab al-Silsila situato sul confine occidentale della moschea di al-Aqsa. Questo minareto, forse in sostituzione di un precedente minareto omayyade, fu costruito nel tradizionale stile a torre quadrata siriana e fu interamente realizzato in pietra. Fin dall'inizio del XVI secolo - prima che i muezzin fossero sostituiti con altoparlanti e registrazioni - questo minareto veniva riservato al miglior muezzin della città perché da qui proveniva la prima chiamata a ciascuna delle cinque preghiere quotidiane (adnan), seguita da tutti gli altri. 

## Minareto al-Asbat

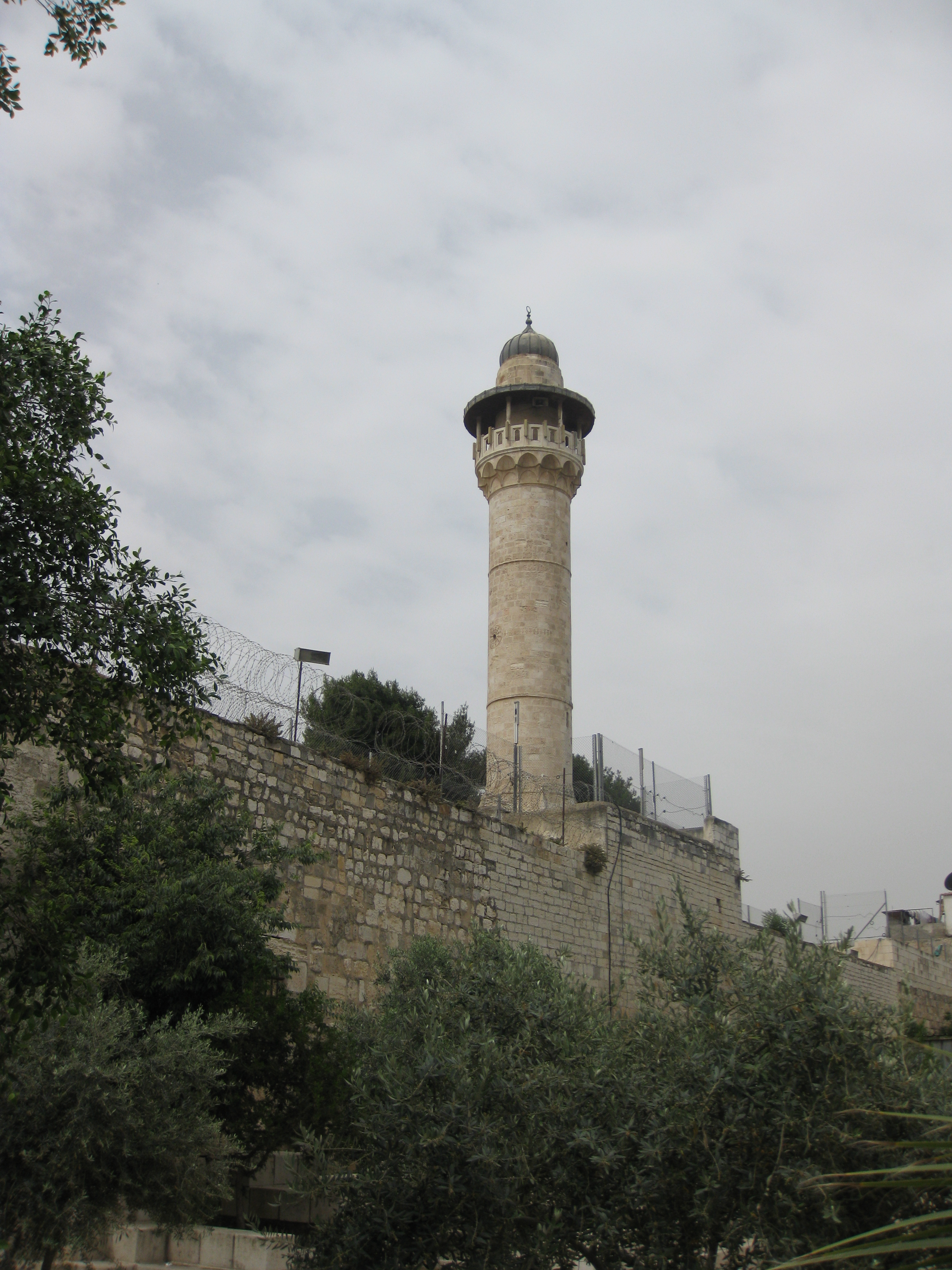
Il minareto Al-Asbat.

L'ultimo minareto fu costruito nel 1347 ed è noto come al-Asbat o anche come il minareto di Israele. È composto da un pozzo cilindrico in pietra (forse di costruzione ottomana), che ha origine da una base rettangolare. La struttura si restringe sopra il balcone del muezzin e termina con una cupola, ricostruita dopo il terremoto del 1927.

## Il quinto minareto
Non ci sono minareti nella parte orientale della moschea. Tuttavia, nel 2007, Re Abdullah II di Giordania annunciò la sua intenzione di costruire un quinto minareto proprio in questa parte della spianata.